# Арменски драм
Арменският драм (на арменски: դրամ) е парична единица на Армения. Един драм се равнява на 100 луми. В превод Драм означава „пари“, произхожда от древногръцкото „драхма“.

## История
Първата поява на драма е в периода от 1199 до 1375 година, а в най-новата история драма е официална паична единица от 1993 година, за кратко е съществувала паралелно с руската рубла, като арменска рубла.

## Банкноти и монети
В обращение са банкноти със стойности от 1000, 5000, 10 000, 20 000, 50 000 и 100 000 драма. Първата серия монети е била изсечена през 1994 година със стойности: 10, 20, 50 луми и 1, 3, 5, 10 драма. Втората серия монети е от 2003 година, а деноминациите са следните: 10, 20, 50, 100, 200 и 500 драма. Днешните банкноти и монети са в обращение от 1998 година, с изключение на банкнотата от 50 000 драма, която е в обращение от 2001 година по повод 1700-годишнината от християнизацията на Армения.

### Банкноти
| Изображение | Изображение | Стойност, (в драма) | Размери, (в мм) | Описание                                                                | Описание                                                                 | Пускане в обращение | Изваждане от обращение |
| Лице        | Гръб        | Стойност, (в драма) | Размери, (в мм) | Лице                                                                    | Гръб                                                                     | Пускане в обращение | Изваждане от обращение |
| ----------- | ----------- | ------------------- | --------------- | ----------------------------------------------------------------------- | ------------------------------------------------------------------------ | ------------------- | ---------------------- |
|             |             | 10                  | 125×62          | паметник на Давид Сасунски, железопътна гара Ереван                     | връх Арарат                                                              | 1993                | 1 април 2004           |
|             |             | 25                  | 125×62          | Клинописно писмо изображение на лъвица от Еребуни                       | украшение                                                                | 1993                | 1 април 2004           |
|             |             | 50                  | 125×62          | сграда на Националния исторически музей на Армения в Ереван             | сграда на Арменския парламент                                            | 1993                | 1 април 2004           |
|             |             | 100                 | 135×65          | храмът Звартноц връх Арарат                                             | сградата на Арменски академичен театър за опера и балет „А. Спендиарова“ | 1993                | 1 април 2004           |
|             |             | 200                 | 135×65          | Храмът „Свети Рипсим“ в град Вагаршапат                                 | украшение                                                                | 1993                | 1 април 2004           |
|             |             | 500                 | 135×65          | Тигран Велики връх Арарат                                               | отворена книга с първата буква от арменската азбука                      | 1993                | 31 август 2005         |
|             |             | 1000                | 145×68          | скулптора на арменския просветител Месроб Машдоц фасада на Матенадарана |                                                                          | 1994                | 29 февруари 2004       |
|             |             | 5000                | 145×71          | езически храм в Гарни                                                   | бюст на богинята на плодородието Анаит                                   | 1995                | 30 юни 2005            |